# Відношення
Відношення — математична структура, що формально визначає властивості різних об'єктів і їхні взаємозв'язки. Поширеними прикладами відношень у математиці є рівність (=), подільність, подібність, паралельність і багато інших.
Поняття відношення як підмножини декартового добутку формалізовано в теорії множин і набуло широкого поширення в мові математики у всіх її гілках. Теоретико-множинний погляд на відношення характеризує його з точки зору обсягу — якими комбінаціями елементів воно наповнене; змістовний підхід розглядається в математичній логіці, де відношення — пропозиційна функція, тобто вираз з невизначеними змінними, підстановка конкретних значень для яких робить його істинним або хибним. Важливу роль відношення відіграють в універсальній алгебрі, де базовий об'єкт вивчення розділу — множина з довільним набором операцій та відношень. Одне з найяскравіших застосувань техніки математичних відношень в прикладах — реляційні системи керування базами даних, методологічно засновані на формальній алгебрі відношень.

## Формальні означення і позначення
{\displaystyle n}-місним ({\displaystyle n}-арним) відношенням {\displaystyle R}, що задане на множинах {\displaystyle M_{1},M_{2},\ldots ,M_{n}}, називається підмножина декартового добутку цих множин: {\displaystyle R\subseteq M_{1}\times M_{2}\times \dots M_{n}}. Факт зв'язку {\displaystyle n} елементів {\displaystyle \langle m_{1}\in M_{1},m_{2}\in M_{2},\dots m_{n}\in M_{n}\rangle } відношенням {\displaystyle R} позначається {\displaystyle R(m_{1},m_{2},\dots ,m_{n})} або {\displaystyle (m_{1},m_{2},\dots ,m_{n})\in R}.
Факт зв'язку об'єктів {\displaystyle m_{1}\in M_{1}} і {\displaystyle m_{2}\in M_{2}} бінарним відношенням {\displaystyle R\subset M_{1}\times M_{2}} зазвичай позначають за допомогою інфіксного запису: {\displaystyle m_{1}\,R\,m_{2}}. Одномісні (унарні) відношення відповідають властивостям або атрибутам, як правило, для таких випадків термінологія відношень не використовується. Іноді використовуються тримісні відношення (тернарні), чотиримісні відношення (кватернарні); про відношення невизначено високої арності говорять як про «мультиарні», «багатомісні».
Універсальне відношення — це відношення, що зв'язує усі елементи заданих множин, тобто, таке, що збігається з декартовим добутком: {\displaystyle R=M_{1}\times M_{2}\times \dots M_{n}}. Нуль-відношення — відношення, що не зв'язує жодні елементи, тобто порожня множина: {\displaystyle R=\varnothing \subset M_{1}\times M_{2}\times \dots M_{n}}.
Функціональне відношення — відношення, що утворює функцію: {\displaystyle R\subseteq M_{1}\times M_{2}\times \dots M_{n}\dots M_{n+1}} є функціональним, якщо виконання {\displaystyle R(m_{1},\dots ,m_{n},x)} та {\displaystyle R(m_{1},\dots ,m_{n},y)} має наслідком {\displaystyle x=y} (це забезпечує єдиність значення функції).

## Унарне відношення
При n=1 відношення R⊆M називають одномісним або унарним. Таке відношення часто називають також ознакою або характеристичною властивістю елементів множини M. Кажуть, що елемент a∈M має ознаку R, якщо a∈R і R⊆M.

## Бінарне відношення
Докладніше дивись статтю Бінарне відношення
Широко вживаними в математиці та прикладних науках є двомісні або бінарні відношення (тобто відношення з n=2)
Якщо елементи a, b∈M знаходяться в бінарному відношенні R (тобто визначена впорядкована пара (a, b)∈R), то це часто записують у вигляді aRb. Слід зауважити також, що бінарні відношення іноді розглядають, як окремий випадок відповідностей, а саме — як відповідності між однаковими множинами.
Приклади бінарних відношень на множині натуральних чисел N:
- R1 — відношення ≤ («менше або дорівнює»), тоді 4 R1 19, 5 R1 15 і т. д. для будь-якого m ∈N
- R2 — відношення «ділиться на», тоді 4 R2 2, 49 R2 7, m R2 1 для будь-якого m∈N
- R3 — відношення «є взаємно простими», тоді 15 R3 38, 366 R3 3121, 1001 R3 3612
- R4 — відношення «складаються з однакових цифр», тоді 127 R4 4721, 230 R4 4302, 3231 R4 43213311